# Svoboda (đảng)

Biểu tượng phát xít Wolfsangel, được SNPU sử dụng biểu thị "ý tưởng của quốc gia" (I+N).

Liên đoàn toàn Ukraina Svoboda (tiếng Ukraina: Всеукраїнське об'єднання «Свобода», Vseukrayinske obyednannia "Svoboda"), dịch nghĩa chữ là Tự do, là một đảng chính trị dân tộc chủ nghĩa Ukraina. Đảng này được thành lập năm 1991 với tên gọi Đảng Quốc xã Ukraina (tiếng Ukraina: Соціал-національна партія України, SNPU) và hành động như người ủng hộ dân túy của chủ nghĩa dân tộc và chống chủ nghĩa cộng sản. Đảng này được xếp vào hệ cánh hữu trong các xu hướng chính trị Ukraina, và cụ thể là phái cực hữu. Lực lượng được thừa nhận một cách rộng rãi là một đảng phát xít và/hoặc bài Do Thái, nhưng một số khác thì tranh cãi về xu hướng phát xít mới và chỉ đơn giản coi đó là một đảng dân tộc chủ nghĩa cực đoan.
Hiện nay lãnh đạo đảng được bầu nhiệm kỳ hai năm và đương nhiệm là Oleh Tyahnybok, người đã đảm trách vai trò kể từ tháng 2 năm 2004. Năm 2009 và 2010 trong các cuộc bầu cử địa phương ở miền tây Ukraine, đảng này có bước tăng đáng kể và trở thành một lực lượng chính trong chính quyền địa phương. Trong cuộc bầu cử quốc hội Ukraina cuối tháng 10 năm 2014, đảng này đã giành được 6 ghế, mất 30 ghế trong tổng số 37 ghế có được trong cuộc bầu cử quốc hội năm 2012. Từ ngày 27 tháng 02 năm 2014 đến ngày 12 tháng 11 năm 2014 ba thành viên của đảng giữ nhiều chức vụ trong chính phủ của Ukraina.